# Ingerana
Genre
Ingerana est un genre d'amphibiens de la famille des Dicroglossidae.

## Répartition
Les quatre espèces de ce genre se rencontrent en Asie du Sud-Est, dans le sud de la Chine et dans le nord-est de l'Asie du Sud.

## Liste des espèces
Selon Amphibian Species of the World (10 juin 2017) :
- Ingerana borealis (Annandale, 1912)
- Ingerana charlesdarwini (Das, 1998)
- Ingerana reticulata (Zhao & Li, 1984)
- Ingerana tenasserimensis (Sclater, 1892)

## Étymologie
Le nom de ce genre est formé à partir de Inger, en l'honneur de Robert Frederick Inger, et du mot latin rana, la grenouille.

## Publication originale
- Dubois, 1987 "1986" : Miscellanea taxinomica batrachologica (I). Alytes, vol. 5, no 1, p. 7-95 (« texte intégral »(Archive.org • Wikiwix • Archive.is • Google • Que faire ?)).